# Whatcha Think About That
Whatcha Think About That là đĩa đơn thứ hai của nhóm nhạc The Pussycat Dolls trích từ album Doll Domination. Bài hát có sự góp giọng của nữ rapper Missy Elliott, đã chính thức phát hành vào ngày 9/9/2008. Bài hát này có giai điệu khá giống với bài "Je m'appelle Jane" của Jane Birkin và Mickey 3D.

## Danh sách track và phiên bản
US CD Promo

(Released: 2008)
1. "Whatcha Think About That" (có sự tham gia của Missy Elliott) - 3:48
2. "Whatcha Think About That" (Instrumental) - 3:47
3. "Whatcha Think About That" (Urban Club Remix) (có sự tham gia của Missy Elliott) - 3:51
4. "Whatcha Think About That" (Urban Club Remix) (Instrumental) - 3:50
5. "Whatcha Think About That" (A Cappella) (có sự tham gia của Missy Elliott) - 3:48

UK & US iTunes Release 

(released: 2008 in US, 2009 in UK)
1. "Whatcha Think About That" (Urban Club Remix) - 3:48
2. "Whatcha Think About That" (Ron Fizzle Mix) - 3:33

UK CD Single

(1799050; 23 February, 2009)
1. "Whatcha Think About That" (có sự tham gia của Missy Elliott) - 3:48
2. "Whatcha Think About That" (Stonebridge Club Mix) - 7:02

### Phối lại
- Album Version - 3:48
- Urban Club Remix (Video Mix) - 3:53
- Urban Club Remix (Instrumental) - 3:50
- Hybrid Mix - 3:47
- Hybrid Mix (Instrumental) - 3:47
- A Capella - 3:48
- Ron Fizzle Mix (No Rap Edit) - 3:33

 
|
- Wideboys Club Mix - 6:30
- Wideboys Edit - 3:10
- Stonebridge Club Mix - 7:03
- Stonebridge Club Edit - 3:54
- Stonebridge Edit - 3:17
- Stonebridge Dub - 6:51